# المزرعة (رواية)
المزرعة هي إحدى روايات الروائية الأمريكية دانيال ستيل (بالإنجليزية: The Ranch)‏ وهي من الروايات الرومانسية.

## نبذة قصيرة
تدور أحداث الرواية عن ثلاث صديقات حميمات لم يفترقن في فترة الجامعة ثم تنطلق كل منهن في حياتها ليلتقين بعد عشرين سنة في مزرعة يقضين فيها عدة اسابيع للاسترخاء و التخلص من أعباء الحياة و يتبادلن أخبار الحاضر و ذكريات الماضي.